# Melanthera
Melanthera és un gènere de plantes amb flor de la família Asteraceae.

## Particularitats
Hi han dificultats en la classificació d'aquest gènere i encara calen més estudis per a clarificar les seves relacions taxonòmiques i filogenètiques.
L'espècie més coneguda és Melanthera biflora, planta molt abundant i comuna a les costes i illes de la conca Indo-Pacífica.

## Taxonomia
1. Melanthera biflora (L.) Wild
  1. Sinònims
    1. (≡) Verbesina biflora L.
    2. (≡) Wedelia biflora (L.) DC.
    3. (=) Wedelia canescens (Gaudich.) Merr.
    4. (≡) Wollastonia biflora (L.) DC.
    5. (=) Wollastonia biflora var. canescens (Gaudich.) Fosberg
2. Melanthera nivea (L.) Small
  1. Sinònims
    1. (≡) Bidens nivea L.
    2. (=) Calea aspera Jacq.
    3. (=) Melanthera aspera (Jacq.) Small
3. Melanthera scandens (Schumach. & Thonn.) Roberty
  1. Sinònim
    1. (≡) Buphthalmum scandens Schumach.
4. Melanthera waimeaensis (H.St.John) W.L.Wagner & H.Rob.
  1. Sinònim
    1. (≡) Lipochaeta waimeaensis H. St. John[6]